# Cláudia Maria das Neves
Cláudia Maria das Neves -conocida como Claudinha- (Guarujá, 17 de febrero de 1975) es una jugadora brasileña de baloncesto que ocupa la posición de base.
Fue parte de la Selección femenina de baloncesto de Brasil con la que alcanzó la medalla de bronce en los Juegos Olímpicos de Sídney 2000. En el ámbito no olímpico, junto al seleccionado brasileño ganó el Campeonato Sudamericano de Baloncesto adulto realizado en Bolivia de 1993, Chile de 1997 y Brasil de 1999; además, ganó la Copa América Adulta de Brasil en 1997 y 2001, y la medalla de plata en el preolímpico de La Habana (1999).
A nivel internacional, ha defendido la camiseta de los Detroit Shock y Miami Sol, pertenecientes a la Women's National Basketball Association (WNBA), el Pays' d'Aix Basket 13, o Club Baloncesto Avenida
y Basket Zaragoza de la Liga Femenina de Baloncesto de España, entre otros.